# 富田千爱
富田千爱（日语：／ Tomita Chiaki，1993年10月18日—），日本女子赛艇运动员。她曾代表日本参加世界赛艇锦标赛，获得一枚银牌。她也曾参加2016年和2020年夏季奥林匹克运动会。